# Roba esportiva Meihua
Meihua (xinès simplificat: 梅花牌运动服, pinyin: Méihuā pái yùndòng fú, literalment 'Roba esportiva flor de pruna'), és una marca de roba esportiva nascuda l'any 1947, fabricada per Tianjin zhenzhi yundong yichang. És coneguda pels xandalls d'esports, els més populars a la Xina continental fins a l'apertura econòmica de Deng Xiaoping. Té el reconeixement de Zhonghua Laozihao.
L'abril del 1961, en motiu del Campionat del món de tennis de taula celebrat a Beijing, fou elegida com a proveidor de l'equip xinés. El 1972, el primer ministre Zhou Enlai de la República Popular de la Xina la va designar com la roba esportiva estàndard de la Comissió Nacional d'Esports i els seus equips esportius subordinats. Als Jocs Olímpics de Los Angeles de 1984, la República Popular de la Xina va participar per primera vegada als Jocs Olímpics, i ho feu amb material Meihua.
Arran dels Jocs Olímpics de 1984, l'empresa productora es va convertir en la líder de la indústria de la roba esportiva, amb més de 1.500 empleats, una producció anual de 12 milions de peces de roba en més de 680 categories, incloent cotó pur, fibra química, acrílic, etc. i models amb més de 1.200 colors. La producció de l'empresa tenia un valor de centenars de milions de yuans.
Tot i que abans de la dècada del 1980 era una de les poques marques de roba comercialitzades al país, l'empresa comença a patir la competència de les empreses multinacionals i de noves productores xineses. Així, la fàbrica va interrompre oficialment la producció el 1994, i el 1996 és adquirida per altra empresa, que salda el material a 5 yuans i se centra en la producció de roba interior. Dos anys més tard, ja no hi ha producció oficial de xandalls Meihua, si bé alguns treballadors en continuaven fabricant, de manera clandestina i quasi artesanal. Tanmateix, amb l'augment de l'interés per les marques locals xineses, d'estil retro, coneguda com Guochao, es reprén la producció oficialment el 2015.
L'estil de disseny dels uniformes escolars i roba esportiva de moltes escoles primàries i secundàries de la Xina continental és el mateix o semblant al de la roba esportiva de la marca Meihua. Actualment, els xandalls amb la inscripció "Zhong Guo" són una icona de la moda Guochao, d'estil retro.

## Usos
Als Jocs Olímpics del 1984, atletes com Wu Xiaoxuan, Li Ning o Xu Haifeng, van vestir la marca.
La banda de música New Pants vesteix productes retro fets a la Xina, com ara roba esportiva de la marca i sabates Warrior en algunes actuacions.
El reality show de Dragon TV Women de Guohuo va presentar la marca. Arran d'una escena de la pel·lícula del 2019 Laoshi hao en què Wu Jing, que interpreta un professor d'educació física, porta un xandall verd amb la paraula "Zhong Guo" inscrita al pit, es va convertir en un meme d'Internet.
L'octubre de 2021, es feu viral a l'internet sinòfon unes declaracions del professor coreà Seo Kyoung-Duk on afirmava que el xandall Meihua copiava els uniformes dels concursants del drama coreà "Squid Game". Tanmateix, el text original de l'article no esmentava la paraula plagi enlloc.